# 522. inženirski polk (JLA)
Za druge .522 polke glejte 522. polk.
522. inženirski polk je bil inženirski polk v sestavi Jugoslovanske ljudske armade.
Enota je bila nastanjena v Sloveniji pred in med slovensko osamosvojitveno vojno.

## Organizacija
31. december 1990
- poveljstvo
- namestitveni vod
- izvidniški vod
- vod za zveze
- pionirski bataljon
- pionirski bataljon
- cestovno-mostovni bataljon
- četa za utrjevanje
- četa za maskiranje
- zaledna četa